# 孔军
孔军（1964年7月—），江苏邗江人，中国人民解放军中将，第十三届全国人民代表大会代表。

## 生平
曾任南京军区某装甲旅旅长、第12集团军副参谋长等职。2016年1月任第12集团军参谋长。2017年4月，任中国人民解放军海军陆战队司令员。2018年2月24日，当选为第十三届全国人大代表。2021年3月升任北部战区副司令员，12月调任东部战区陆军司令员。